# San José Teacalco, Tlaxcala
San José Teacalco är en ort i Mexiko.   Den ligger i kommunen San José Teacalco och delstaten Tlaxcala, i den sydöstra delen av landet, 110 km öster om huvudstaden Mexico City. San José Teacalco ligger 2 609 meter över havet och antalet invånare är 5 381.
Terrängen runt San José Teacalco är kuperad söderut, men norrut är den platt. Runt San José Teacalco är det ganska tätbefolkat, med 230 invånare per kvadratkilometer. Närmaste större samhälle är Tlaxcala de Xicohtencatl, 14,3 km väster om San José Teacalco. I omgivningarna runt San José Teacalco växer i huvudsak blandskog.